# 阿尔梅迪纳
阿尔梅迪纳，是西班牙卡斯蒂利亚-拉曼恰雷阿尔城省的一个市镇。 总面积56平方公里，总人口737人（2001年），人口密度13人/平方公里。